# Botola 2024-25
La Botola 2024-25, también llamada Botola Pro Inwi por motivos de patrocinio, fue la 69.ª temporada de la Liga de Fútbol de Marruecos. La temporada comenzó el 30 de agosto de 2024 y terminó el 12 de mayo de 2025.

## Formato
El torneo fue disputado por 16 equipos, los cuales jugaron entre todos ellos a dos rondas de ida y vuelta sumando un total de 30 partidos disputados. Los equipos recibieron tres puntos por victoria, un punto por empate y cero por derrota. Los equipos fueron posicionados por la cantidad de puntos ganados, teniendo como criterios de desempate los enfrentamientos directos, la diferencia de goles y la cantidad de goles anotados. En caso de que existiera un empate de puntos en las posiciones de campeonato se jugaría un play-off para determinar al ganador.
Respecto a la clasificación para las competiciones continentales africanas, los dos primeros lugares al finalizar la temporada se clasificaron a la Liga de Campeones de la CAF, mientras que el tercer clasificado obtuvo una plaza en Copa Confederación de la CAF.
Por otro lado dos últimos clasificados de la tabla general descendieron a la Segunda División. Mientras que los equipos ubicados en las posiciones 13 y 14 de la tabla jugaron una promoción de permanencia.

## Equipos participantes

### Ascensos y descensos
Al término de la temporada 2023-24, descendieron Mouloudia d'Oujda y CAY Berrechid; y ascendieron CODM Meknès y Difaa El Jadida tras haber quedado en los dos primeros lugares de la Botola 2.
| Pos. | Descendidos de la Botola 2023-24 |
| ---- | -------------------------------- |
| 15.º | Mouloudia d'Oujda                |
| 16.º | CAY Berrechid                    |

| Pos. | Ascendidos de la Botola 2 2023-24 |
| ---- | --------------------------------- |
| 1.º  | CODM Meknès                       |
| 2.º  | Difaa El Jadida                   |

### Información sobre los equipos participantes
| Equipo                 | Acrónimo | Entrenador              | Ciudad     | Estadio             | Capacidad |
| ---------------------- | -------- | ----------------------- | ---------- | ------------------- | --------- |
| AS FAR                 | FAR      | Alexandre Dos Santos    | Rabat      | Moulay Abdellah     | 65 000    |
| CODM Meknès            | COD      | Abdellatif Jrindou      | Mequinez   | Honneur             | 20 000    |
| Difaa El Jadida        | DEJ      | Zakaria Aboub           | El Yadida  | Estadio El Abdi     | 10 000    |
| SCC Mohammédia         | SCC      | Hicham Aït Manna        | Mohammédia | El Bachir           | 11 000    |
| Fath Union Sport       | FUS      | Saïd Chiba              | Rabat      | Moulay Hassan       | 12 000    |
| Hassania Agadir        | HUS      | Abdelhadi Sektioui      | Agadir     | Adrar               | 45 480    |
| Ittihad Tanger         | IRT      | Hilal Et-tair           | Tánger     | Ibn Batouta         | 45 000    |
| JS Soualem             | JSS      | Redouane El Haimeur     | Soualem    | Errazi in Berrechid | 2000      |
| Magreb de Fès          | MAS      | Tomislav Stipić         | Fez        | Fez                 | 45 000    |
| Mogreb Atlético Tetuán | MAT      | Jamaleddine Drideb      | Tetuán     | Stade Saniat Rmel   | 15 000    |
| Renaissance Berkane    | RSB      | Mouin Chaâbani          | Berkán     | Municipal           | 15 000    |
| Olympic Safi           | OCS      | Amine El Karma          | Safí       | El Massira          | 15 000    |
| Raja Casablanca        | RCA      | Hafid Abdessadek        | Casablanca | Mohamed V           | 67 000    |
| Union Sportive Touarga | UST      | Abdelouahed Zamrat      | Rabat      | Moulay Hassan       | 12 000    |
| Wydad Casablanca       | WAC      | Rhulani Mokwena         | Casablanca | Mohamed V           | 67 000    |
| RCA Zemamra            | RCZ      | Mohamed Amine Benhachem | Zemamra    | Ahmed Choukri       | 2500      |

|   | Regiones de Marruecos   | Número de equipos | Equipos                                                                                      |
| - | ----------------------- | ----------------- | -------------------------------------------------------------------------------------------- |
| 1 | Casablanca-Settat       | 6                 | Difaa El Jadida, Raja Casablanca, JS Soualem, SCC Mohammédia, Wydad Casablanca y RCA Zemamra |
| 2 | Rabat-Salé-Kénitra      | 3                 | AS FAR, Fath Union Sport y Union Touarga                                                     |
| 3 | Oriental                | 2                 | RS Berkane                                                                                   |
| 3 | Tánger-Tetuán-Alhucemas | 2                 | IR Tánger y Mogreb Tetuán                                                                    |
| 5 | Fès-Meknès              | 2                 | CODM Meknès y Magreb AS                                                                      |
| 5 | Marrakech-Safí          | 2                 | Olympic Safi                                                                                 |
| 5 | Sus-Masa                | 2                 | Hassania Agadir                                                                              |

## Clasificación
| Pos. | Equipo              | Pts. | PJ | G  | E  | P  | GF | GC | Dif. | Clasificación o descenso 2025-26 |
| ---- | ------------------- | ---- | -- | -- | -- | -- | -- | -- | ---- | -------------------------------- |
| 1    | RS Berkane (C)      | 70   | 30 | 21 | 7  | 2  | 49 | 14 | +35  | Liga de Campeones de la CAF      |
| 2    | FAR Rabat           | 57   | 30 | 16 | 9  | 5  | 48 | 24 | +24  | Liga de Campeones de la CAF      |
| 3    | Wydad Casablanca    | 54   | 30 | 14 | 12 | 4  | 45 | 27 | +18  | Copa Confederación de la CAF     |
| 4    | FUS Rabat           | 53   | 30 | 15 | 8  | 7  | 53 | 26 | +27  |                                  |
| 5    | Raja Casablanca     | 48   | 30 | 12 | 12 | 6  | 38 | 25 | +13  |                                  |
| 6    | RCA Zemamra         | 47   | 30 | 14 | 5  | 11 | 34 | 29 | +5   |                                  |
| 7    | Olympic Safi        | 46   | 30 | 12 | 10 | 8  | 37 | 33 | +4   | Copa Confederación de la CAF     |
| 8    | Magreb de Fès       | 46   | 30 | 12 | 10 | 8  | 34 | 29 | +5   |                                  |
| 9    | Difaa El Jadida     | 42   | 30 | 11 | 9  | 10 | 36 | 42 | −6   |                                  |
| 10   | IT Tanger           | 37   | 30 | 9  | 10 | 11 | 35 | 37 | −2   |                                  |
| 11   | CODM Meknès         | 36   | 30 | 9  | 9  | 12 | 27 | 44 | −17  |                                  |
| 12   | Unión Touarga       | 35   | 30 | 8  | 11 | 11 | 29 | 34 | −5   |                                  |
| 13   | Hassania Agadir (O) | 29   | 30 | 8  | 5  | 17 | 31 | 38 | −7   | Promoción de permanencia         |
| 14   | JS Soualem (D)      | 25   | 30 | 6  | 7  | 17 | 21 | 42 | −21  | Promoción de permanencia         |
| 15   | Mogreb Tetuán (D)   | 23   | 30 | 5  | 8  | 17 | 25 | 40 | −15  | Descenso a Segunda División      |
| 16   | SCC Mohammédia (D)  | 4    | 30 | 0  | 4  | 26 | 13 | 71 | −58  | Descenso a Segunda División      |

Actualizado a los partidos jugados el 12 de mayo de 2025.
 Fuente: FRMF.ma
Criterios de clasificación: Puntos · Enfrentamientos directos · Diferencia de goles · Goles a favor · Puntos fair-play · Play-off.
Notas:
1. ↑  Campeón de la Copa del Trono 2024-25

### Evolución de la clasificación
| Jornada          | 1  | 2  | 3  | 4  | 5  | 6  | 7  | 8  | 9  | 10 | 11 | 12 | 13 | 14 | 15 | 16 | 17  | 18   | 19 | 20 | 21 | 22 | 23 | 24 | 25 | 26 | 27 | 28 | 29 | 30 |
| Equipo           |    |    |    |    |    |    |    |    |    |    |    |    |    |    |    |    |     |      |    |    |    |    |    |    |    |    |    |    |    |    |
| ---------------- | -- | -- | -- | -- | -- | -- | -- | -- | -- | -- | -- | -- | -- | -- | -- | -- | --- | ---- | -- | -- | -- | -- | -- | -- | -- | -- | -- | -- | -- | -- |
| RS Berkane       | 4  | 3  | 2  | 2  | 7  | 4  | 1  | 1  | 1  | 1  | 1  | 1  | 1  | 1  | 1  | 1  | 1*  | 1**  | 1  | 1  | 1  | 1  | 1  | 1  | 1  | 1  | 1  | 1  | 1  | 1  |
| FAR Rabat        | 1  | 1  | 4  | 3  | 4  | 2  | 3  | 3  | 2  | 3  | 3  | 2  | 4  | 2  | 2  | 2  | 3*  | 4**  | 3  | 2  | 3  | 4  | 5  | 2  | 2  | 2  | 2  | 2  | 2  | 2  |
| Wydad Casablanca | 15 | 9  | 10 | 5  | 6  | 3  | 6  | 9  | 5  | 6  | 7  | 5  | 5  | 4  | 4  | 6  | 6   | 5    | 4  | 4  | 2  | 2  | 2  | 3  | 4  | 3  | 3  | 3  | 3  | 3  |
| FUS Rabat        | 5  | 4  | 6  | 10 | 5  | 9  | 5  | 8  | 12 | 13 | 13 | 9  | 9  | 7  | 5  | 4  | 4   | 6    | 5  | 5  | 5  | 5  | 4  | 4  | 3  | 4  | 4  | 4  | 4  | 4  |
| Raja Casablanca  | 14 | 15 | 13 | 9  | 3  | 8  | 9  | 11 | 11 | 11 | 11 | 8  | 6  | 8  | 7  | 9  | 8*  | 8**  | 8  | 8  | 7  | 7  | 7  | 7  | 8  | 7  | 7  | 7  | 7  | 5  |
| RCA Zemamra      | 10 | 10 | 9  | 4  | 8  | 11 | 10 | 5  | 9  | 5  | 4  | 3  | 2  | 3  | 3  | 3  | 2   | 2    | 2  | 3  | 4  | 3  | 3  | 5  | 5  | 5  | 5  | 6  | 5  | 6  |
| Olympic Safi     | 12 | 13 | 11 | 12 | 9  | 12 | 14 | 14 | 13 | 14 | 12 | 13 | 12 | 10 | 9  | 7  | 7*  | 7*   | 7  | 7  | 8  | 8  | 8  | 8  | 7  | 8  | 8  | 8  | 8  | 7  |
| Magreb de Fès    | 3  | 7  | 8  | 6  | 10 | 6  | 2  | 2  | 3  | 2  | 2  | 4  | 3  | 6  | 8  | 5  | 5   | 3    | 6  | 6  | 6  | 6  | 6  | 6  | 6  | 6  | 6  | 5  | 6  | 8  |
| Difaa El Jadida  | 8  | 6  | 3  | 7  | 11 | 13 | 11 | 12 | 6  | 9  | 5  | 7  | 7  | 5  | 6  | 8  | 9   | 9*   | 10 | 10 | 11 | 9  | 9  | 9  | 9  | 9  | 9  | 9  | 9  | 9  |
| IT Tanger        | 2  | 2  | 1  | 1  | 1  | 1  | 4  | 6  | 7  | 8  | 9  | 11 | 11 | 13 | 14 | 12 | 12* | 12** | 9  | 11 | 9  | 12 | 11 | 11 | 11 | 12 | 12 | 12 | 10 | 10 |
| CODM Meknès      | 7  | 14 | 15 | 15 | 13 | 14 | 13 | 13 | 14 | 12 | 14 | 14 | 14 | 12 | 13 | 14 | 14* | 14*  | 12 | 9  | 10 | 11 | 10 | 12 | 12 | 10 | 10 | 10 | 11 | 11 |
| Unión Touarga    | 6  | 5  | 5  | 8  | 2  | 5  | 7  | 10 | 4  | 7  | 8  | 6  | 8  | 9  | 10 | 11 | 13  | 13   | 11 | 12 | 12 | 10 | 12 | 10 | 10 | 11 | 11 | 11 | 12 | 12 |
| Hassania Agadir  | 13 | 8  | 12 | 14 | 14 | 10 | 8  | 4  | 8  | 4  | 6  | 10 | 10 | 11 | 11 | 13 | 10  | 11   | 13 | 14 | 13 | 13 | 13 | 13 | 13 | 13 | 13 | 13 | 13 | 13 |
| JS Soualem       | 9  | 11 | 7  | 11 | 12 | 7  | 12 | 7  | 10 | 10 | 10 | 12 | 13 | 14 | 12 | 10 | 11  | 10   | 14 | 13 | 14 | 14 | 14 | 14 | 14 | 14 | 14 | 15 | 15 | 14 |
| Mogreb Tetuán    | 11 | 12 | 14 | 13 | 15 | 15 | 15 | 15 | 15 | 15 | 15 | 15 | 15 | 15 | 15 | 15 | 15  | 15   | 15 | 15 | 15 | 15 | 15 | 15 | 15 | 15 | 15 | 14 | 14 | 15 |
| SCC Mohammédia   | 16 | 16 | 16 | 16 | 16 | 16 | 16 | 16 | 16 | 16 | 16 | 16 | 16 | 16 | 16 | 16 | 16  | 16   | 16 | 16 | 16 | 16 | 16 | 16 | 16 | 16 | 16 | 16 | 16 | 16 |

* Posición provisional del equipo al tener partido(s) pendiente(s).

## Resultados
| Local \ Visitante | RSB | COD | DEJ | FAR | FUS | HAS | MAS | MAT | SCC | RCA | OCS | JSS | IRT | UST | WAC | RCZ |
| ----------------- | --- | --- | --- | --- | --- | --- | --- | --- | --- | --- | --- | --- | --- | --- | --- | --- |
| RS Berkane        | —   | 3–0 | 1–1 | 2–0 | 0–1 | 2–1 | 2–0 | 2–1 | 1–0 | 2–0 | 2–2 | 1–0 | 0–0 | 1–1 | 0–0 | 1–0 |
| CODM Meknès       | 0–4 | —   | 3–0 | 2–2 | 0–3 | 1–0 | 2–0 | 1–0 | 1–1 | 1–2 | 1–0 | 0–2 | 1–0 | 0–0 | 2–0 | 1–1 |
| Difaa El Jadida   | 1–1 | 2–1 | —   | 1–0 | 0–5 | 2–0 | 1–1 | 1–0 | 1–0 | 2–0 | 1–2 | 1–1 | 2–1 | 1–0 | 0–2 | 0–3 |
| FAR Rabat         | 1–1 | 4–0 | 1–0 | —   | 1–0 | 2–1 | 3–1 | 2–1 | 2–0 | 0–0 | 1–1 | 2–0 | 3–2 | 1–1 | 2–2 | 1–0 |
| FUS Rabat         | 0–1 | 5–1 | 3–3 | 2–1 | —   | 2–1 | 1–1 | 2–2 | 4–0 | 2–1 | 3–0 | 4–2 | 0–0 | 2–0 | 0–1 | 3–0 |
| Hassania Agadir   | 2–0 | 3–0 | 1–1 | 0–3 | 0–1 | —   | 2–2 | 1–1 | 2–1 | 1–3 | 2–3 | 3–1 | 0–1 | 2–1 | 1–1 | 0–1 |
| Magreb de Fès     | 1–3 | 1–3 | 1–0 | 1–0 | 1–0 | 1–0 | —   | 2–1 | 1–0 | 0–0 | 0–1 | 2–0 | 1–1 | 1–2 | 1–0 | 0–1 |
| Mogreb Tetuán     | 0–2 | 1–1 | 1–3 | 1–2 | 0–2 | 0–2 | 1–1 | —   | 3–0 | 0–0 | 0–0 | 0–3 | 2–1 | 1–1 | 1–2 | 3–0 |
| SCC Mohammédia    | 0–2 | 1–2 | 1–4 | 0–5 | 0–2 | 0–4 | 0–1 | 0–2 | —   | 0–6 | 1–2 | 0–0 | 1–2 | 0–3 | 1–5 | 0–1 |
| Raja Casablanca   | 0–1 | 0–0 | 3–2 | 0–0 | 1–0 | 1–0 | 0–0 | 1–1 | 3–0 | —   | 1–1 | 2–0 | 1–1 | 2–1 | 1–1 | 2–0 |
| Olympic Safi      | 0–2 | 3–1 | 0–0 | 1–1 | 0–0 | 0–0 | 2–2 | 1–0 | 2–1 | 2–3 | —   | 1–0 | 2–3 | 2–1 | 1–1 | 2–0 |
| JS Soualem        | 0–4 | 1–1 | 2–0 | 0–3 | 1–1 | 0–1 | 0–2 | 2–0 | 1–1 | 2–1 | 0–1 | —   | 2–1 | 0–0 | 0–2 | 0–1 |
| IT Tanger         | 1–3 | 2–0 | 1–1 | 1–1 | 1–0 | 1–0 | 1–1 | 1–2 | 1–1 | 3–1 | 4–2 | 1–0 | —   | 0–1 | 1–1 | 0–1 |
| Unión Touarga     | 0–1 | 0–0 | 2–2 | 0–1 | 2–2 | 2–1 | 0–3 | 1–0 | 2–1 | 0–0 | 0–2 | 3–1 | 3–1 | —   | 1–1 | 0–0 |
| Wydad Casablanca  | 0–1 | 0–0 | 4–1 | 2–1 | 2–2 | 2–0 | 1–4 | 1–0 | 3–2 | 1–1 | 1–0 | 3–0 | 2–2 | 2–1 | —   | 2–0 |
| RCA Zemamra       | 1–3 | 3–2 | 1–2 | 1–2 | 3–1 | 2–0 | 1–1 | 2–0 | 3–0 | 1–2 | 2–1 | 0–0 | 2–0 | 3–0 | 0–0 | —   |

## Promoción de permanencia
| Equipo 1          | Agr. | Equipo 2        | Ida | Vuelta |
| ----------------- | ---- | --------------- | --- | ------ |
| Raja Beni Mellal  | 0–1  | Hassania Agadir | 0–0 | 0–1    |
| Olympique Dcheira | 4–2  | JS Soualem      | 1–2 | 3–0    |

## Máximos goleadores
- Actualizado el 12 de mayo de 2025[4]

| Pos. | Jugador          | Club             | Goles |
| ---- | ---------------- | ---------------- | ----- |
| 1    | Abdoulaye Diarra | Olympic Safi     | 10    |
| 1    | Youssef El Fahli | FAR Rabat        | 10    |
| 1    | Anas El Mahraoui | CODM Meknès      | 10    |
| 1    | Mohamed Rayhi    | Wydad Casablanca | 10    |
| 5    | Hamza Darai      | Mogreb Tetuán    | 9     |
| 5    | Oussama Lamlaoui | RS Berkane       | 9     |
| 5    | Ayoub Mouloua    | FUS Rabat        | 9     |